# Operace Iron
Operace Iron byl krycí název pro paradesantní výsadek, který měl být vyslaný během II. světové války z Anglie na území Protektorátu Čechy a Morava.

## Složení a úkol
Desant tvořili velitel rtn. Rudolf Turšner a rtn. Josef Modřanský. Jejich úkolem bylo doplnění Obrany národa a dále pak organizování sabotážních a teroristických akcí. V této souvislosti se spekuluje, že cílem měl být Emanuel Moravec. Přesný cíl ale nebyl nikdy zveřejněn. V září 1944 byly úkoly desantu rozšířeny i o přepravu materiálu a následnou spolupráci s desantem Glucinium.

## Činnost
Desant byl zformován 24. ledna 1942. Během výcviku byl Turšner stižen zdravotními problémy (protržená kýla a následný operační zákrok). Později došlo z rozhodnutí velení ke změnám priorit programu a přednost dostávaly skupiny se zpravodajskými úkoly. 
K dalšímu odsunu nasazení desantu v operaci Iron došlo v dubnu 1943; SOE přesouvala své startovací základny do Itálie. V září téhož roku bylo čs. exilové vládě v Londýně navrženo, aby přehodnotila vysílání sabotážních a diverzních skupin do Protektorátu v zájmu minimalizace rizika ohrožení domácího odboje. Ten měl být důležitým článkem ve zpravodajské síti dodávají informace z okupovaných území. Turšner a Modřanský se přesto ještě v září přesunuli do Itálie na základnu SOE v Lauretu, kde měli vyčkat na nasazení do akce. 
Patrně vlivem stresu a napětí vyvolaném neustálým odkládáním zahájení operace a pravděpodobně i vlivem tzv. ponorkové nemoci začalo docházet mezi oběma příslušníky desantu, Turšnerem a Modřanským k vzájemnému verbálnímu a fyzickému napadání umocněnému navíc požíváním alkoholu. Vzájemná nevraživost obou příslušníků desantu přerostla v averzi a proto vedení 2. oddělení HV nahradilo Modřanského št. rtn. Janem Švachulou. Po dalších konfliktech (včetně konfliktů s britskými vojáky) byli Turšner a Modřanský odveleni zpět do Londýna a převedeni do rezervy. Začátkem prosince 1944 byla operace Iron definitivně zrušena. 